# 13e étape du Tour de France 2001
La 13e étape du Tour de France 2001 se déroule le 21 juillet 2001 entre Foix et le Pla d'Adet sur une distance de 194 km. Elle est remportée par l'Américain Lance Armstrong (U.S. Postal) devant l'Allemand Jan Ullrich (Deutsche Telekom) et l'Espagnol Joseba Beloki (ONCE-Eroski). Armstrong s'empare du maillot jaune à l'issue de l'étape au détriment du Français François Simon (Bonjour).

## Parcours
Quelques kilomètres après le départ par la RD 117 en direction de Saint-Girons, le col del Bouich est gravi sans être pris en compte pour le classement de la montagne. De Saint-Girons à Luchon, c'est un itinéraire coutumier qui emprunte le col de Portet-d'Aspet (1 068 m), porte d'entrée dans le Comminges classée en 2e catégorie. Puis vient, en première catégorie, le col de Menté (1 346 mètres). Le ravitaillement à Saint-Béat, le sprint à Fos au kilomètre 106 précèdent le passage en Espagne par le pont du Roi. La comarque occitane du Val-d'Aran est rapidement parcourue pour rentrer en France par le col du Portillon (1 293 mètres) en première catégorie. Les coureurs passent ensuite dans les Hautes-Pyrénées au col de Peyresourde à 1 569 mètres, puis doivent monter le col de Val-Louron-Azet (1 580 mètres), tous deux en première catégorie. Pour la huitième fois depuis 1974, l'arrivée classée hors catégorie s'effectue au Pla d'Adet (1 680 mètres) au-dessus de Saint-Lary-Soulan, dans la vallée d'Aure.
Orientée d'est en ouest, l'étape traverse donc les départements de l'Ariège, de la Haute-Garonne, l'Espagne, à nouveau la Haute-Garonne, et enfin les Hautes-Pyrénées.

## Récit
Laurent Roux franchit en premier le col de Portet-d'Aspet, puis c'est Laurent Jalabert qui entame une longue échappée solitaire, sur 162 km. Il passe ainsi les cols de Menté, du Portillon, de Peyresourde, de Val-Louron. Derrière lui, Jan Ullrich et ses coéquipiers assurent le train au lieu d'attaquer Lance Armstrong. Ullrich chute sans gravité. À l'entrée de Saint-Lary-Soulan, Jalabert chute et doit changer de vélo. Il peine dans la montée finale vers le Pla d'Adet, alors que Roberto Heras assure le train au profit d'Armstrong. Distancé bien avant cette montée, le maillot jaune François Simon peine, alors que son dauphin Andrei Kivilev est lâché par le groupe Armstrong-Ullrich-Beloki. Finalement, Armstrong lâche Ullrich en une seule accélération, rattrape Jalabert qui ne réussit pas à prendre la roue du Texan, et s'impose sur la ligne d'arrivée une minute avant Ullrich.
Armstrong s'empare du maillot jaune (et il le gardera jusqu'aux Champs-Élysées avant d'être déclassé en 2012) tandis que Laurent Jalabert endosse le maillot à pois. Au lendemain du Tour, son directeur Jean-Marie Leblanc jugeait « grandiose » l'échappée de Jalabert dans les Pyrénées.

## Classement de l'étape
| \| Classement de l'étape \| Classement de l'étape \| Classement de l'étape \| Classement de l'étape \| Classement de l'étape \| \| Coureur \| Coureur \| Pays \| Équipe \| Temps \| \| --------------------- \| ------------------------- \| --------------------- \| ------------------------------- \| --------------------- \| \| 1er \| Lance Armstrong \| États-Unis \| US Postal Service \| DQ \| \| 2e \| Jan Ullrich \| Allemagne \| Deutsche Telekom \| + 1 min 00 s \| \| 3e \| Joseba Beloki \| Espagne \| ONCE-Eroski \| + 1 min 46 s \| \| 4e \| Roberto Heras \| Espagne \| US Postal Service \| + 1 min 46 s \| \| 5e \| Stefano Garzelli \| Italie \| Mapei-Quick Step \| + 2 min 29 s \| \| 6e \| Igor González de Galdeano \| Espagne \| ONCE-Eroski \| + 2 min 52 s \| \| 7e \| Laurent Jalabert \| France \| CSC-Tiscali \| + 3 min 12 s \| \| 8e \| Marcos Serrano \| Espagne \| ONCE-Eroski \| + 3 min 15 s \| \| 9e \| Íñigo Chaurreau \| Espagne \| Euskaltel-Euskadi \| + 3 min 25 s \| \| 10e \| Andrei Kivilev \| Kazakhstan \| Cofidis-Le Crédit par Téléphone \| + 4 min 02 s \| |                           |            |                                 |              |
| |                           |            |                                 |              |
| |                           |            |                                 |              |
| Classement de l'étape |                           |            |                                 |              |
| Coureur | Coureur                   | Pays       | Équipe                          | Temps        |
| 1er | Lance Armstrong           | États-Unis | US Postal Service               | DQ           |
| 2e | Jan Ullrich               | Allemagne  | Deutsche Telekom                | + 1 min 00 s |
| 3e | Joseba Beloki             | Espagne    | ONCE-Eroski                     | + 1 min 46 s |
| 4e | Roberto Heras             | Espagne    | US Postal Service               | + 1 min 46 s |
| 5e | Stefano Garzelli          | Italie     | Mapei-Quick Step                | + 2 min 29 s |
| 6e | Igor González de Galdeano | Espagne    | ONCE-Eroski                     | + 2 min 52 s |
| 7e | Laurent Jalabert          | France     | CSC-Tiscali                     | + 3 min 12 s |
| 8e | Marcos Serrano            | Espagne    | ONCE-Eroski                     | + 3 min 15 s |
| 9e | Íñigo Chaurreau           | Espagne    | Euskaltel-Euskadi               | + 3 min 25 s |
| 10e | Andrei Kivilev            | Kazakhstan | Cofidis-Le Crédit par Téléphone | + 4 min 02 s |

## Classement général
| \| Classement général \| Classement général \| Classement général \| Classement général \| Classement général \| \| Coureur \| Coureur \| Pays \| Équipe \| Temps \| \| ------------------ \| ------------------------- \| ------------------ \| ------------------------------- \| ------------------ \| \| 1er \| Lance Armstrong \| États-Unis \| US Postal Service \| DQ \| \| 2e \| Andrei Kivilev \| Kazakhstan \| Cofidis-Le Crédit par Téléphone \| + 3 min 54 s \| \| 3e \| François Simon \| France \| Bonjour \| + 4 min 31 s \| \| 4e \| Jan Ullrich \| Allemagne \| Deutsche Telekom \| + 5 min 13 s \| \| 5e \| Joseba Beloki \| Espagne \| ONCE-Eroski \| + 6 min 02 s \| \| 6e \| Igor González de Galdeano \| Espagne \| ONCE-Eroski \| + 10 min 42 s \| \| 7e \| Óscar Sevilla \| Espagne \| Kelme-Costa Blanca \| + 13 min 24 s \| \| 8e \| Santiago Botero \| Colombie \| Kelme-Costa Blanca \| + 15 min 00 s \| \| 9e \| Marcos Serrano \| Espagne \| ONCE-Eroski \| + 17 min 23 s \| \| 10e \| Stefano Garzelli \| Italie \| Mapei-Quick Step \| + 17 min 26 s \| |                           |            |                                 |               |
| |                           |            |                                 |               |
| |                           |            |                                 |               |
| Classement général |                           |            |                                 |               |
| Coureur | Coureur                   | Pays       | Équipe                          | Temps         |
| 1er | Lance Armstrong           | États-Unis | US Postal Service               | DQ            |
| 2e | Andrei Kivilev            | Kazakhstan | Cofidis-Le Crédit par Téléphone | + 3 min 54 s  |
| 3e | François Simon            | France     | Bonjour                         | + 4 min 31 s  |
| 4e | Jan Ullrich               | Allemagne  | Deutsche Telekom                | + 5 min 13 s  |
| 5e | Joseba Beloki             | Espagne    | ONCE-Eroski                     | + 6 min 02 s  |
| 6e | Igor González de Galdeano | Espagne    | ONCE-Eroski                     | + 10 min 42 s |
| 7e | Óscar Sevilla             | Espagne    | Kelme-Costa Blanca              | + 13 min 24 s |
| 8e | Santiago Botero           | Colombie   | Kelme-Costa Blanca              | + 15 min 00 s |
| 9e | Marcos Serrano            | Espagne    | ONCE-Eroski                     | + 17 min 23 s |
| 10e | Stefano Garzelli          | Italie     | Mapei-Quick Step                | + 17 min 26 s |

## Classements annexes
| Classement par points | Classement par points | Classement par points | Classement par points | Classement par points |
| Coureur               | Coureur               | Pays                  | Équipe                | Points                |
| --------------------- | --------------------- | --------------------- | --------------------- | --------------------- |
| 1er                   | Stuart O'Grady        | Australie             | Crédit Agricole       | 140 pts               |
| 2e                    | Erik Zabel            | Allemagne             | Deutsche Telekom      | 127 pts               |
| 3e                    | Lance Armstrong       | États-Unis            | US Postal Service     | DQ                    |
| 4e                    | Damien Nazon          | France                | Bonjour               | 90 pts                |
| 5e                    | Jan Ullrich           | Allemagne             | Deutsche Telekom      | 88 pts                |

| Classement par points | Classement par points | Classement par points | Classement par points | Classement par points |
| Coureur               | Coureur               | Pays                  | Équipe                | Points                |
| --------------------- | --------------------- | --------------------- | --------------------- | --------------------- |
| 1er                   | Stuart O'Grady        | Australie             | Crédit Agricole       | 140 pts               |
| 2e                    | Erik Zabel            | Allemagne             | Deutsche Telekom      | 127 pts               |
| 3e                    | Lance Armstrong       | États-Unis            | US Postal Service     | DQ                    |
| 4e                    | Damien Nazon          | France                | Bonjour               | 90 pts                |
| 5e                    | Jan Ullrich           | Allemagne             | Deutsche Telekom      | 88 pts                |

| Classement de la montagne | Classement de la montagne | Classement de la montagne | Classement de la montagne | Classement de la montagne |
| Coureur                   | Coureur                   | Pays                      | Équipe                    | Points                    |
| ------------------------- | ------------------------- | ------------------------- | ------------------------- | ------------------------- |
| 1er                       | Laurent Jalabert          | France                    | CSC-Tiscali               | 257 pts                   |
| 2e                        | Laurent Roux              | France                    | Jean Delatour             | 195 pts                   |
| 3e                        | Jan Ullrich               | Allemagne                 | Deutsche Telekom          | 171 pts                   |
| 4e                        | Lance Armstrong           | États-Unis                | US Postal Service         | DQ                        |
| 5e                        | Stefano Garzelli          | Italie                    | Mapei-Quick Step          | 142 pts                   |

| Classement de la montagne | Classement de la montagne | Classement de la montagne | Classement de la montagne | Classement de la montagne |
| Coureur                   | Coureur                   | Pays                      | Équipe                    | Points                    |
| ------------------------- | ------------------------- | ------------------------- | ------------------------- | ------------------------- |
| 1er                       | Laurent Jalabert          | France                    | CSC-Tiscali               | 257 pts                   |
| 2e                        | Laurent Roux              | France                    | Jean Delatour             | 195 pts                   |
| 3e                        | Jan Ullrich               | Allemagne                 | Deutsche Telekom          | 171 pts                   |
| 4e                        | Lance Armstrong           | États-Unis                | US Postal Service         | DQ                        |
| 5e                        | Stefano Garzelli          | Italie                    | Mapei-Quick Step          | 142 pts                   |

| Classement du meilleur jeune | Classement du meilleur jeune | Classement du meilleur jeune | Classement du meilleur jeune | Classement du meilleur jeune |
| Coureur                      | Coureur                      | Pays                         | Équipe                       | Temps                        |
| ---------------------------- | ---------------------------- | ---------------------------- | ---------------------------- | ---------------------------- |
| 1er                          | Óscar Sevilla                | Espagne                      | Kelme-Costa Blanca           | 58 h 02 min 50 s             |
| 2e                           | Francisco Mancebo            | Espagne                      | iBanesto.com                 | + 7 min 15 s                 |
| 3e                           | Sven Montgomery              | Suisse                       | La Française des jeux        | + 22 min 55 s                |
| 4e                           | Jörg Jaksche                 | Allemagne                    | ONCE-Eroski                  | + 51 min 52 s                |
| 5e                           | Denis Menchov                | Russie                       | iBanesto.com                 | + 1 h 05 min 04 s            |

| Classement du meilleur jeune | Classement du meilleur jeune | Classement du meilleur jeune | Classement du meilleur jeune | Classement du meilleur jeune |
| Coureur                      | Coureur                      | Pays                         | Équipe                       | Temps                        |
| ---------------------------- | ---------------------------- | ---------------------------- | ---------------------------- | ---------------------------- |
| 1er                          | Óscar Sevilla                | Espagne                      | Kelme-Costa Blanca           | 58 h 02 min 50 s             |
| 2e                           | Francisco Mancebo            | Espagne                      | iBanesto.com                 | + 7 min 15 s                 |
| 3e                           | Sven Montgomery              | Suisse                       | La Française des jeux        | + 22 min 55 s                |
| 4e                           | Jörg Jaksche                 | Allemagne                    | ONCE-Eroski                  | + 51 min 52 s                |
| 5e                           | Denis Menchov                | Russie                       | iBanesto.com                 | + 1 h 05 min 04 s            |

| Classement par équipes | Classement par équipes | Classement par équipes | Classement par équipes |
| Équipe                 | Équipe                 | Pays                   | Temps                  |
| ---------------------- | ---------------------- | ---------------------- | ---------------------- |
| 1re                    | Kelme-Costa Blanca     | Espagne                | 173 h 50 min 06 s      |
| 2e                     | ONCE-Eroski            | Espagne                | + 10 min 21 s          |
| 3e                     | Rabobank               | Pays-Bas               | + 19 min 47 s          |
| 4e                     | US Postal Service      | États-Unis             | + 35 min 58 s          |
| 5e                     | Deutsche Telekom       | Allemagne              | + 36 min 40 s          |

| Classement par équipes | Classement par équipes | Classement par équipes | Classement par équipes |
| Équipe                 | Équipe                 | Pays                   | Temps                  |
| ---------------------- | ---------------------- | ---------------------- | ---------------------- |
| 1re                    | Kelme-Costa Blanca     | Espagne                | 173 h 50 min 06 s      |
| 2e                     | ONCE-Eroski            | Espagne                | + 10 min 21 s          |
| 3e                     | Rabobank               | Pays-Bas               | + 19 min 47 s          |
| 4e                     | US Postal Service      | États-Unis             | + 35 min 58 s          |
| 5e                     | Deutsche Telekom       | Allemagne              | + 36 min 40 s          |